# Kleptochthonius
Kleptochthonius är ett släkte av spindeldjur. Kleptochthonius ingår i familjen käkklokrypare.

## Dottertaxa tillKleptochthonius, i alfabetisk ordning[1]
- Kleptochthonius affinis
- Kleptochthonius anophthalmus
- Kleptochthonius attenuatus
- Kleptochthonius barri
- Kleptochthonius binoculatus
- Kleptochthonius cerberus
- Kleptochthonius charon
- Kleptochthonius crosbyi
- Kleptochthonius daemonius
- Kleptochthonius erebicus
- Kleptochthonius geophilus
- Kleptochthonius gertschi
- Kleptochthonius griseomanus
- Kleptochthonius hageni
- Kleptochthonius henroti
- Kleptochthonius hetricki
- Kleptochthonius hubrichti
- Kleptochthonius infernalis
- Kleptochthonius inusitatus
- Kleptochthonius krekeleri
- Kleptochthonius lewisorum
- Kleptochthonius lutzi
- Kleptochthonius magnus
- Kleptochthonius microphthalmus
- Kleptochthonius multispinosus
- Kleptochthonius myopius
- Kleptochthonius oregonus
- Kleptochthonius orpheus
- Kleptochthonius packardi
- Kleptochthonius pluto
- Kleptochthonius polychaetus
- Kleptochthonius proserpinae
- Kleptochthonius proximosetus
- Kleptochthonius regulus
- Kleptochthonius rex
- Kleptochthonius sheari
- Kleptochthonius similis
- Kleptochthonius stygius
- Kleptochthonius tantalus